# Kol Jisra'el

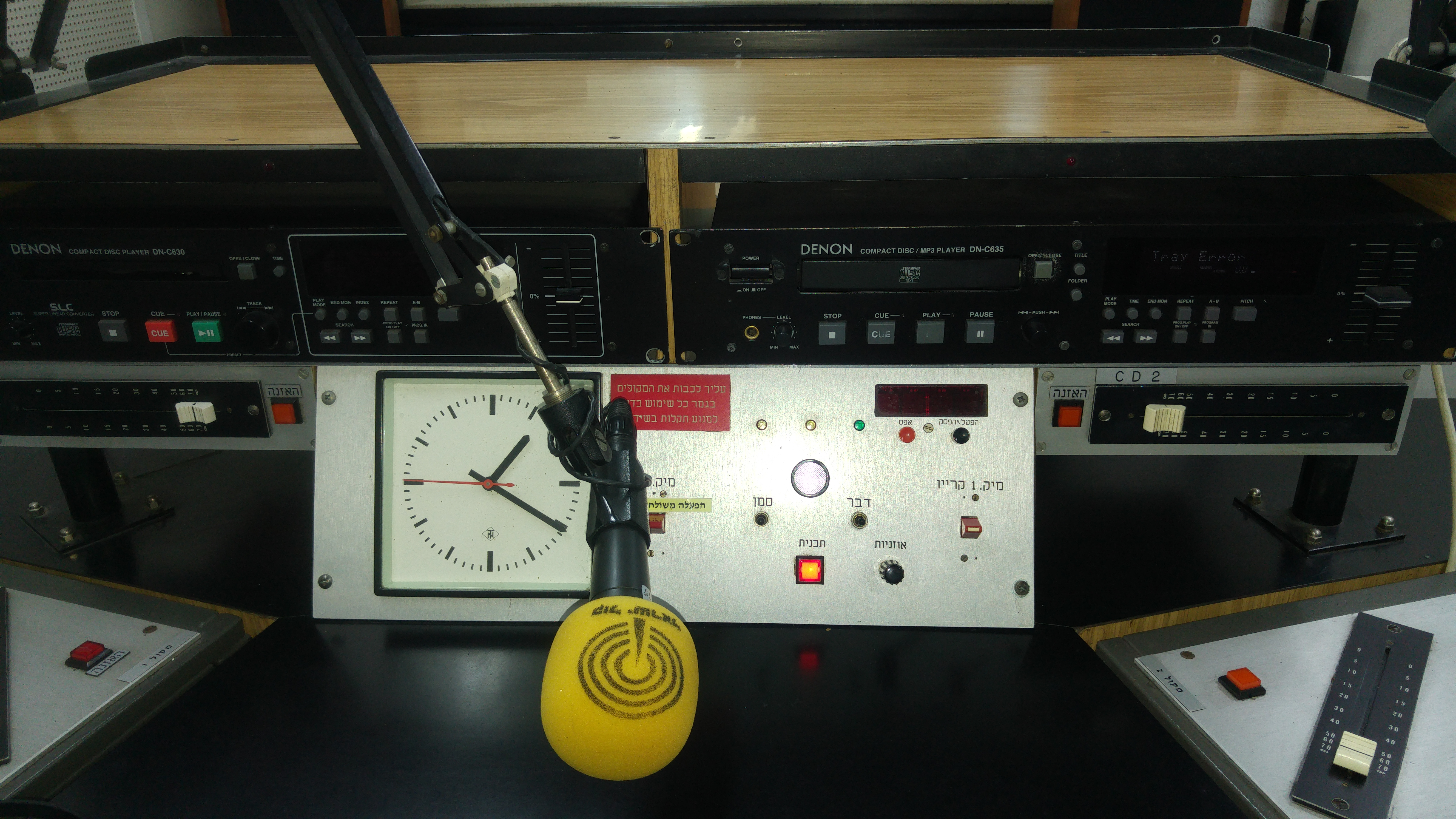

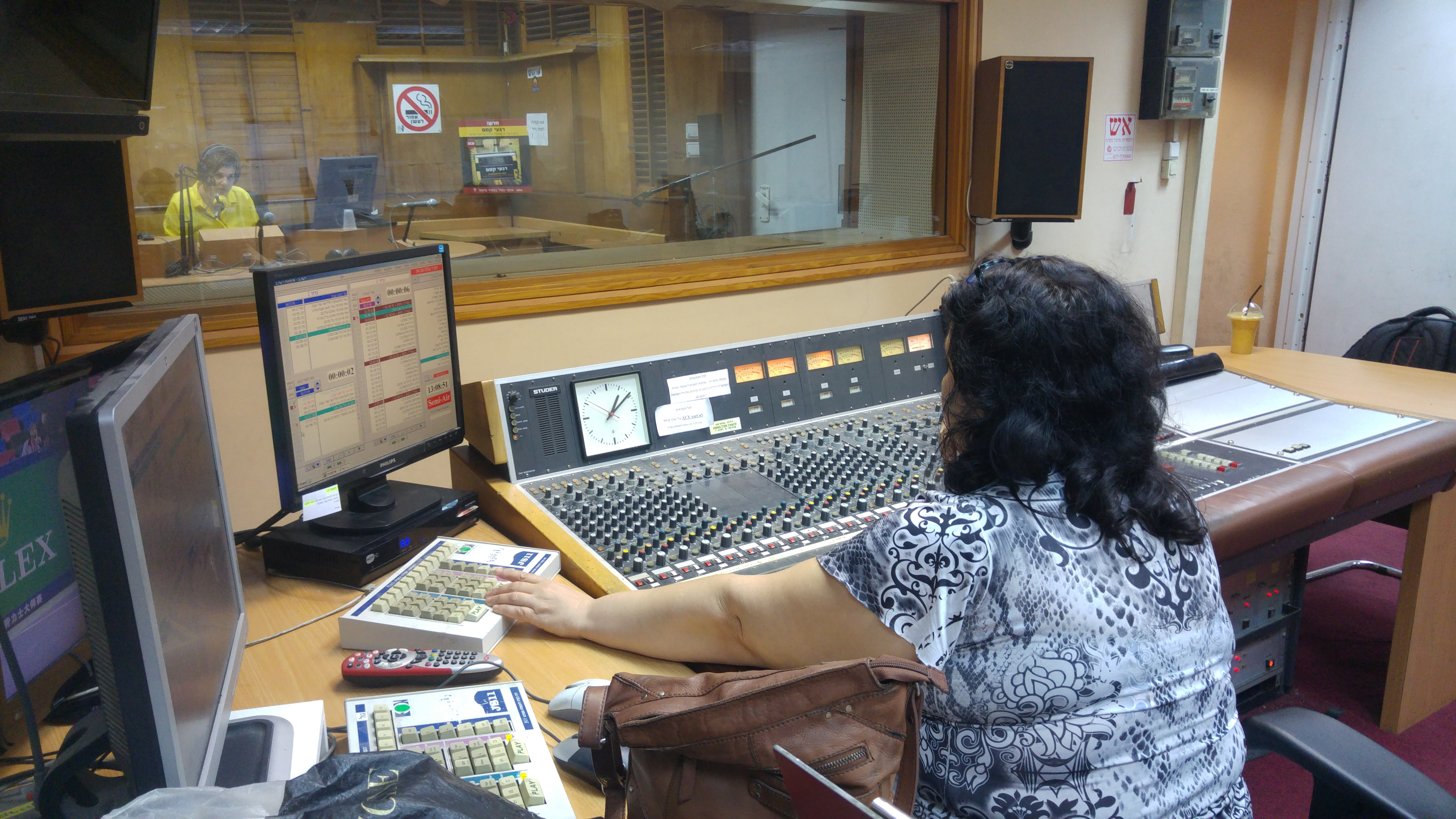

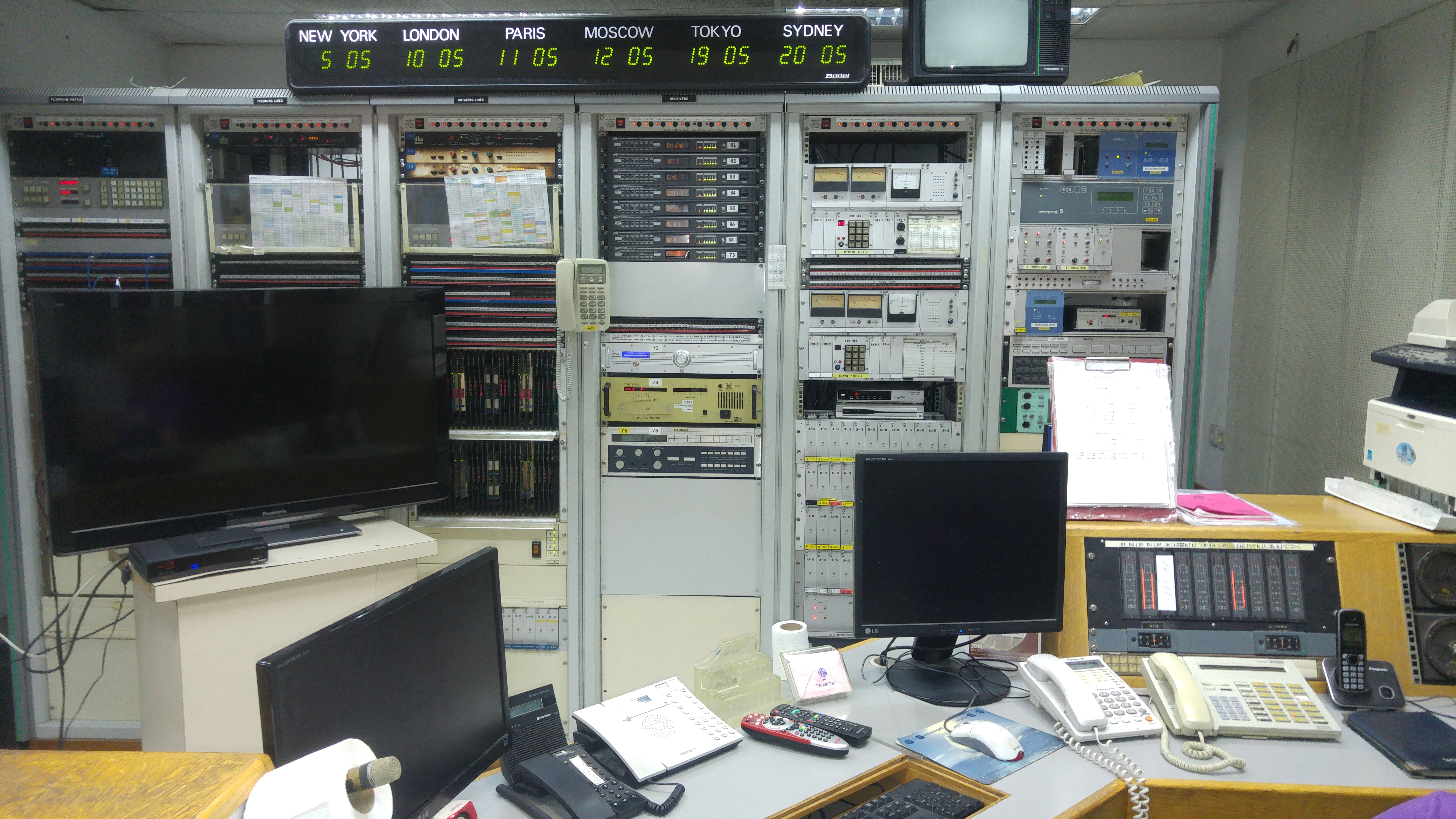

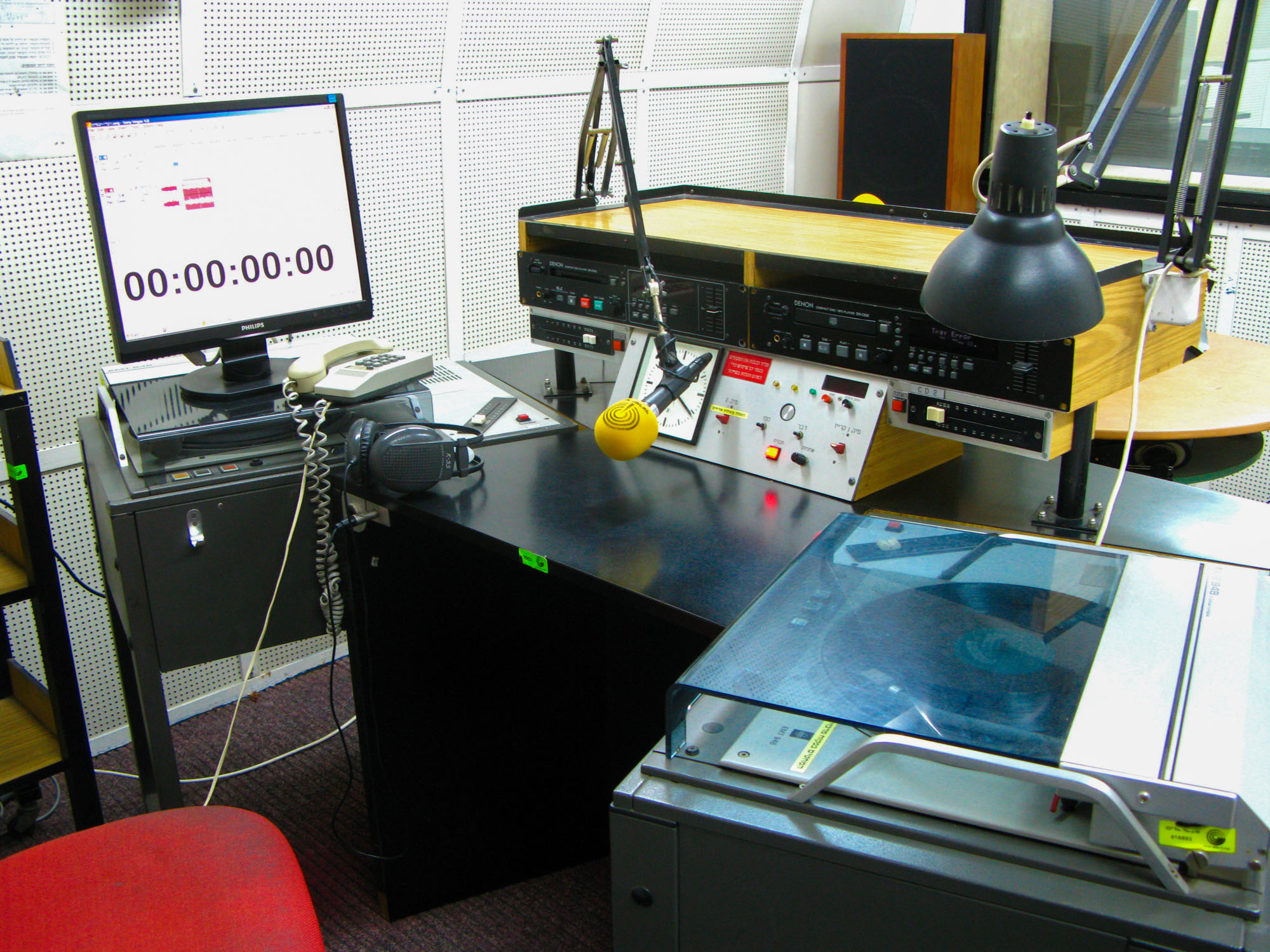

Kol Jisra'el (hebrejsky: קול ישראל, doslova „Hlas Izraele“) je izraelská vnitrostátní a mezinárodní rozhlasová služba, provozovaná jako divize Izraelské rozhlasové služby (Israel Broadcasting Authority).

## Historie
Kol Jisra'el byl původně rozhlasovou stanicí podzemní vojenské organizace Hagana, která vysílala z Tel Avivu. Souvisle začal vysílat v prosinci 1947 pod názvem Telem-Šamir-Bo'az a v březnu 1948 byl přejmenován na Kol ha-Hagana („Hlas Hagany“). Po vzniku Izraele 14. května 1948 byl transformován v oficiální rozhlasovou stanici Kol Jisra'el. Další stanice stejného názvu vysílající z Haify byla přejmenována na Kol cva ha-Hagana („Hlas obranných sil“). Po vzniku Izraele převzal Kol Jisra'el zařízení a personál někdejší Palestinské rozhlasové služby a stal se oddělením při ministerstvu vnitra a později pod úřadem ministerského předsedy. Prostřednictvím tohoto rozhlasu se o rok později Izrael stal jednou z prvních průkopnických zemí v oblasti vysílání za pomoci velmi krátkých vln (VKV). V březnu 1950 začala Světová sionistická organizace ve spolupráci s Židovskou agenturou vysílat program Kol Cijon la-Gola ze zařízení Kol Jisra'el, což bylo vysílání pro diasporu, a o osm let později byl tento program začleněn pod Kol Jisra'el. V roce 1965 vznikla Izraelská rozhlasová služba, která jako nezávislá organizace převzala zodpovědnost za Kol Jisra'el od úřadu ministerského předsedy. V roce 1973 přijala název Sidurej Jisra'el pro vnitrostátní rozhlasové a televizní služby. Název Kol Jisra'el byl pro vnitrostátní a zahraniční rozhlasové služby obnoven v roce 1979.
Postupem let vznikla řada různě tematicky zaměřených vysílacích programů.